# Gårdsfjärden

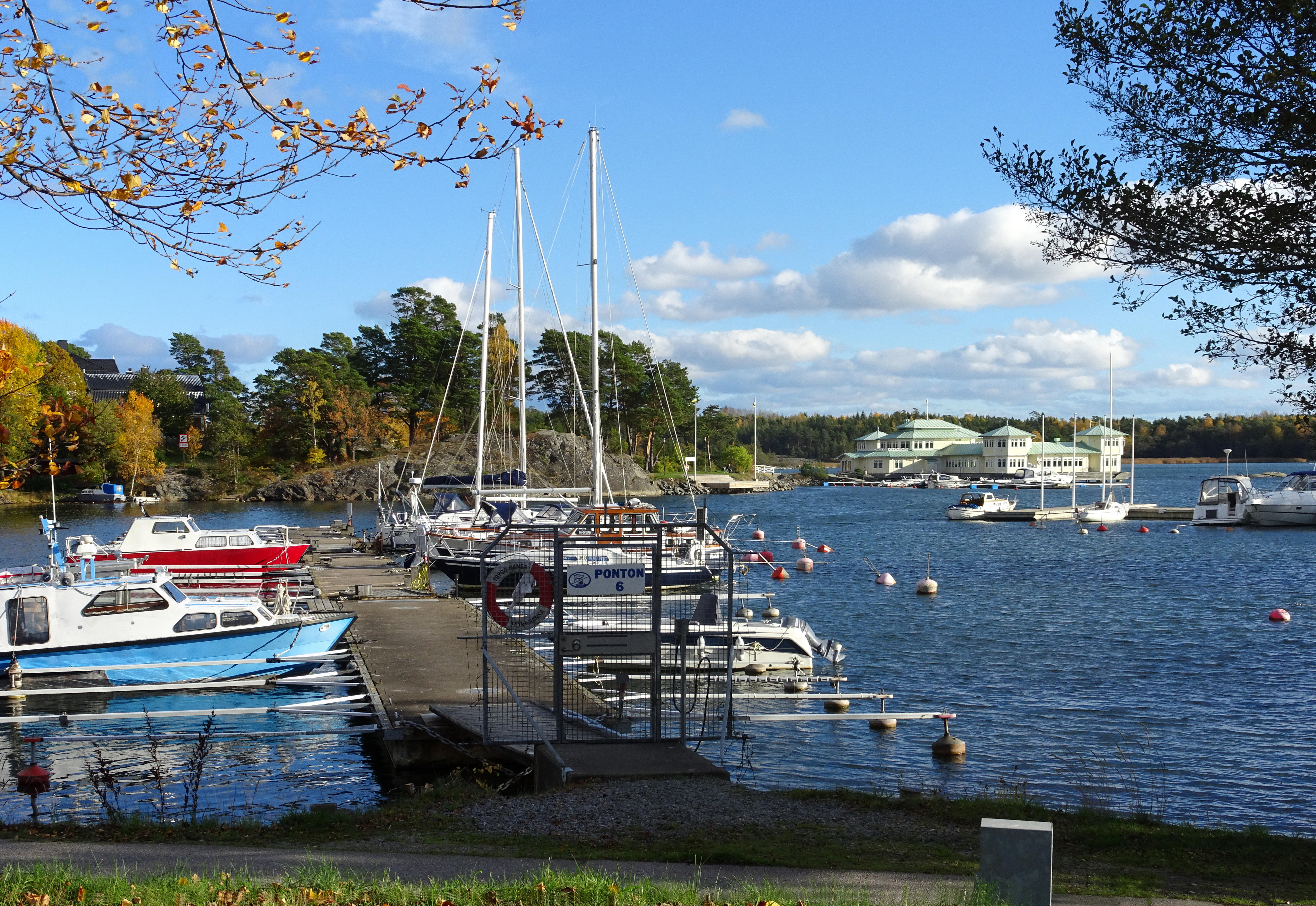
Fagerviken med Nynäshamns segelsällskaps småbåtshamn och Nynäs havsbads hotell och spa, 2017.

Gårdsfjärden är en fjärd av Östersjön i Stockholms södra mellersta skärgård som sträcker sig öster och söder om Nynäshamn i Nynäshamns kommun, Stockholms län. 

## Allmänt

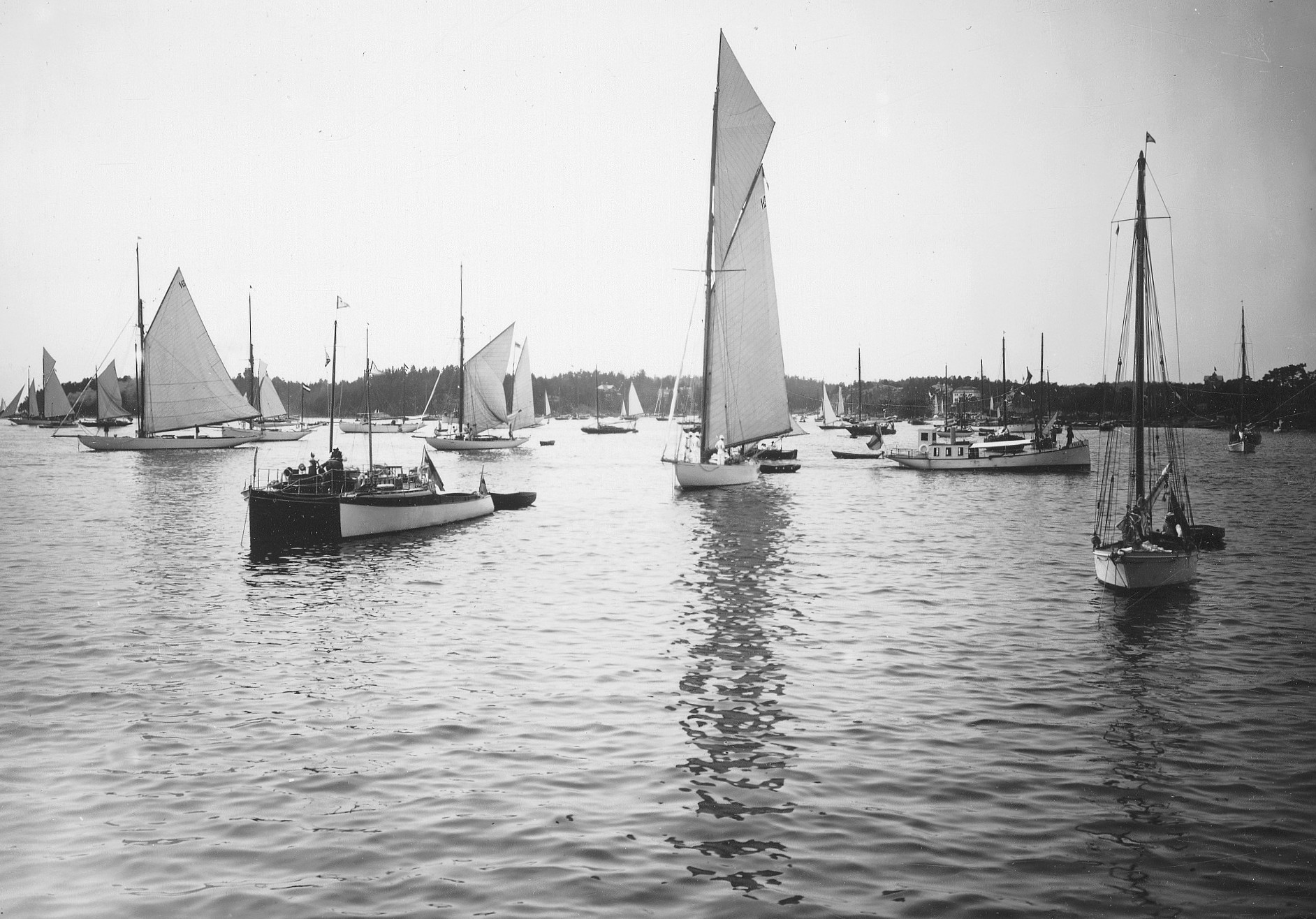
Segling vid olympiska sommarspelen 1912 på Gårdsfjärden.

Förleden i namnet Gårdsfjärden härrör troligen från öarna Inre och Yttre gården som begränsar fjärden mot öster. I nordost ansluter Mysingen och i öster Danziger gatt. Södra delen av Gårdsfjärden ingår i Järflotta naturreservat. Fjärdens norra del inne i Nynäshamn heter Fagerviken. Här ligger ön Trehörningen.

## Kappseglingsvatten
Gårdsfjärden och havsområdet söder därom är kända för att vara bra vatten för kappsegling. Här arrangerades de olympiska regattorna som ägde rum den 20 och 21 juli 1912. Tävlingsbanorna inleddes och avslutades vid Nynäs havsbad med en nord-sydlig sträcka. Här kunde publiken från den nyanlagda Strandvägen följa tävlingsdeltagarna. Många kappseglingar går idag på samma vatten, men en del förläggs på de något friare banorna i söder. 
I Fagerviken, som är Gårdsfjärdens nordligaste del, anlades 1951 småbåtshamnen för Nynäshamns Segelsällskap – NSS (bildades 1915). Här ligger även ön Trehörningen med Nynäs havsbad och sina byggnader som uppfördes mellan 1907 och 1913.

## Panorama

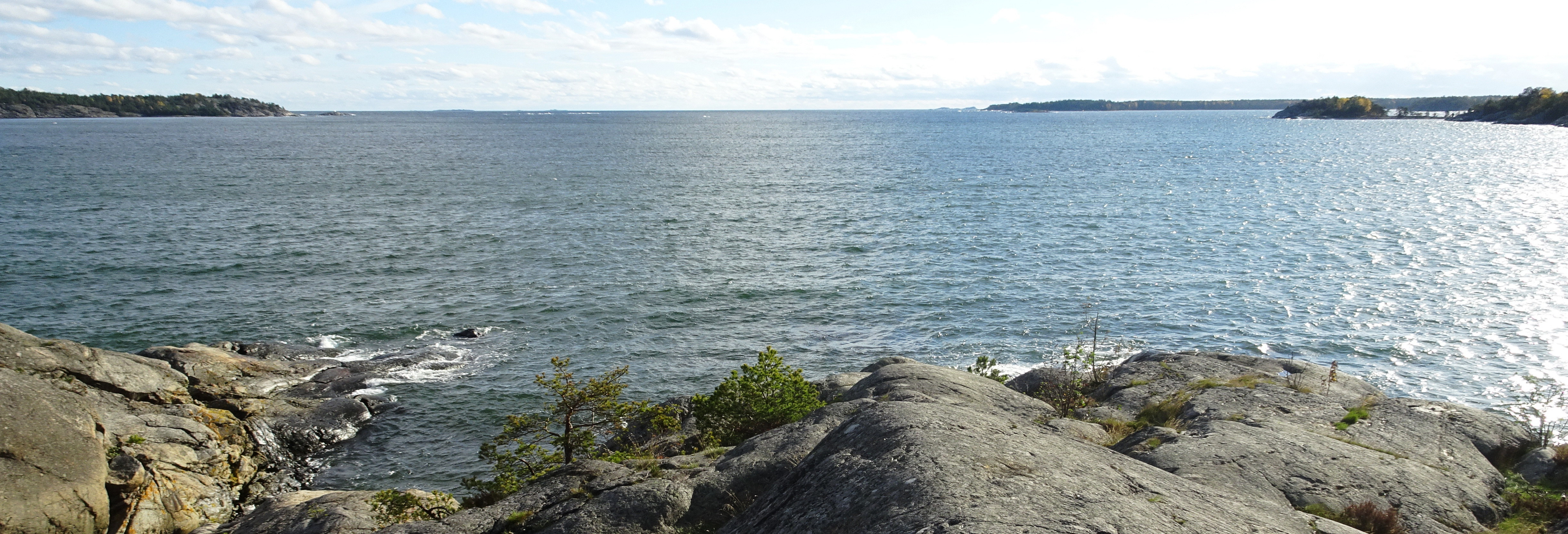
Utsikt över Gårdsfjärden söderut från Kroksundsudden, Strandvägens sydligaste del. I bakgrunden till vänster syns en del av ön Yttre gården och till höger längst bort skymtar Järflotta.